# Cido Jacaré
Aparecido Pereira de Andrade, mais conhecido como Aparecido, Cido ou Cido Jacaré (Valparaiso - Campinas, 24 de janeiro de 2017) foi um futebolista brasileiro, que atuava como lateral-esquerdo.
Seu apelido devia-se ao tamanho de sua boca.

## Carreira
Cido foi revelado pelo Santos, onde era chamado simplesmente de Aparecido, no inicio do anos 60, na época mais vitoriosa da história do clube. Atuou pelo clube por alguns anos, mas não conseguiu se firmar, deixando a Vila em 1968 para jogar no Guarani.
Chegou ao Bugre para substituir Diogo Ponzo Perez, titular da posição a mais de 10 anos. Lá recebeu o apelido de Jacaré. No mesmo ano foi emprestado ao Paulista, porque o Bugre queria dificultar o acesso à primeira divisão do Campeonato Paulista para seu rival, a Ponte Preta. No Paulista, Cido conseguiu o acesso à elite do futebol paulista de maneira invicta.
Depois do fim do empréstimo, Cido permaneceu no Guarani até 1971, quando perdeu espaço na lateral.
Ele ainda jogou pelo Noroeste até encerrar a carreira.
Após aposentar-se do futebol profissional, Cido passou a atuar como árbitro da Liga Campineira de Futebol. Também trabalhou na Bosch e como leiturista de medidor de consumo de água na SANASA.
Cido faleceu no dia 24 de janeiro de 2017.

## Títulos
Santos
- Campeonato Brasileiro: 1964
- Campeonato Paulista: 1964[2]
- Torneio Rio-São Paulo: 1964

Paulista
- Campeonato Paulista - Série A2: 1968